# Улица Архитектора Белопольского
Улица Архите́ктора Белопо́льского — улица на юго-западе Москвы в районе Коньково Юго-Западного административного округа между улицами Бутлерова и Миклухо-Маклая.

## Происхождение названия
Проектируемый проезд № 6085 получил название улица Архитектора Белопольского 24 октября 2017 года. Улица была названа в память о советском архитекторе Я. Б. Белопольском (1916—1993). Белопольский был одним из ведущих авторов проектов планировки и застройки юго-запада Москвы. Названа по предложению Комитета по архитектуре и градостроительству города Москвы и префектуры Юго-Западного округа.

## Описание
Улица начинается от улицы Бутлерова параллельно улице Академика Волгина, проходит на юго-запад до улицы Миклухо-Маклая.

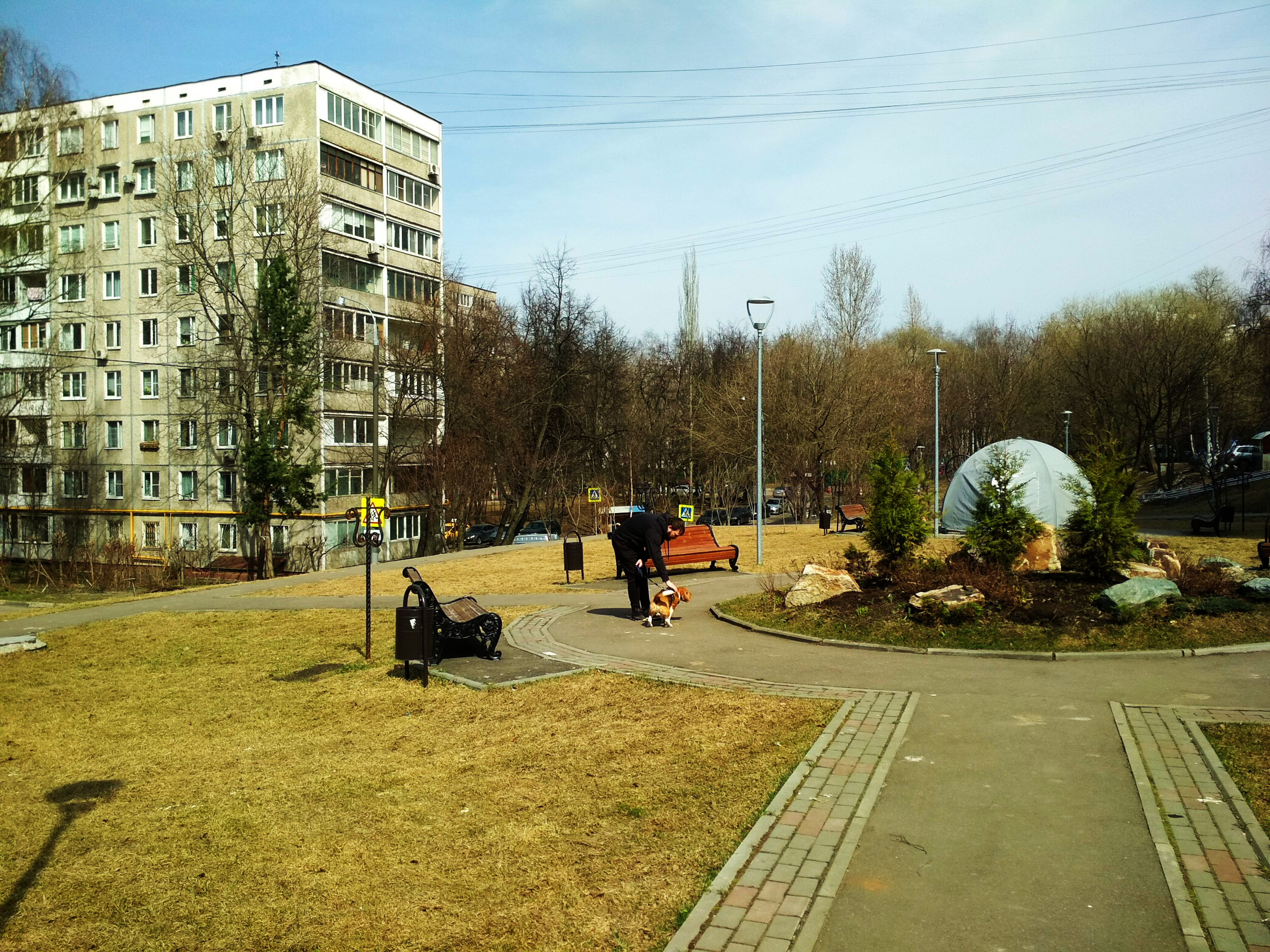
Улица Архитектора Белопольского